# Tamovice
Tamovice či Tamovický dvůr (něm. Tannenhof, Tannendorf, Tammendorf či Tomansdorf) je zaniklá osada v okrese Nový Jičín, součást katastrálního území Štramberk.

## Popis
Osada se nacházela v údolí říčky Sedlnice v místech mezi obci Rybí a Štramberkem. Podle urbáře z roku 1558 měla osada čtyři usedlé a to tři sedláky a jednoho zahradníka. Kolem 16. století osada zanikla a na jejím místě byl založen vrchnostenský dvůr patřící ke Štramberku. Důvody zániku vesnice jsou nejasné. Statek v roce 1927 vyhořel. Obec připomíná ulice Tamovice, která vede k bývalému mlýnu.

## Objekty

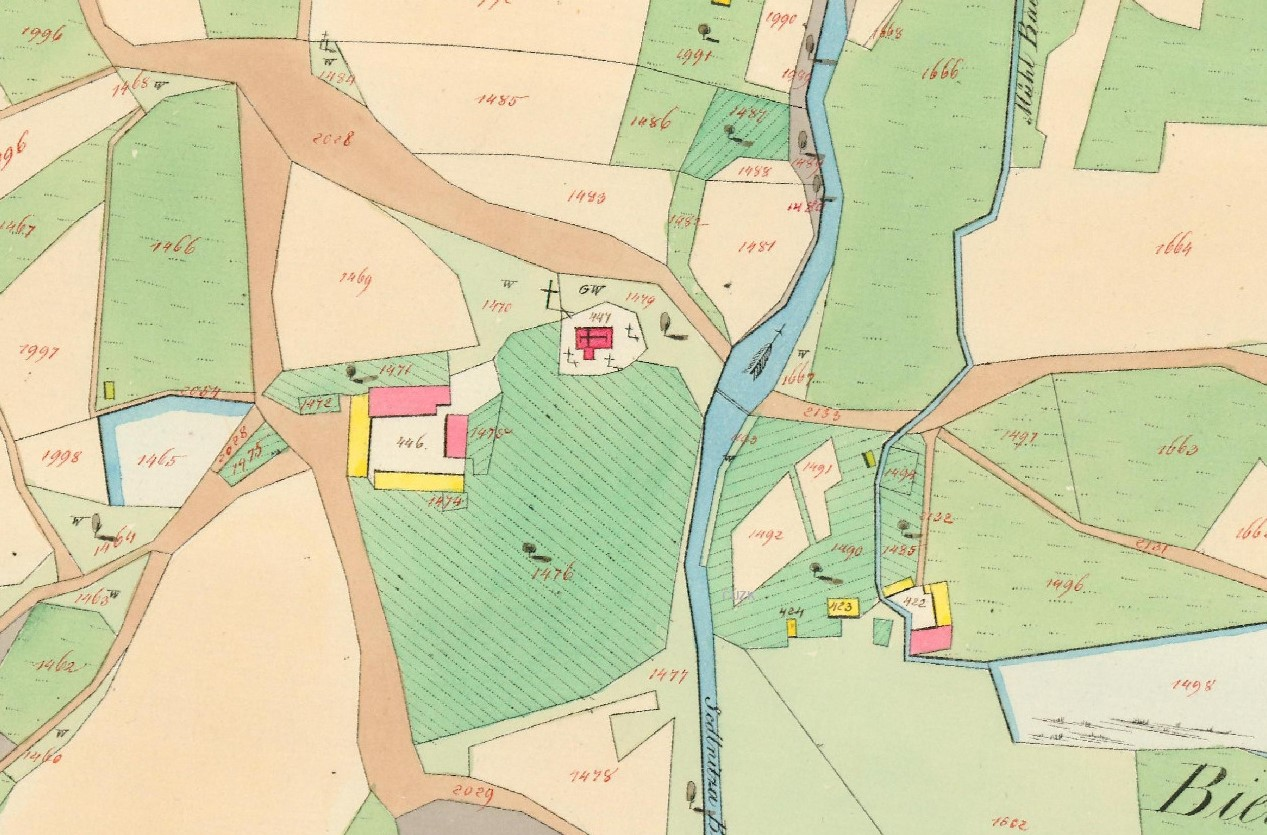
Mapové vyobrazení oblasti Tamovic s kostelem, dvorem a mlýnem na císařském otisku stabilního katastru

- Z dochovaných objektů je dřevěný kostel svaté Kateřiny, který byl založen na přelomu 14. a 15. století. V 17. století byl dán do užívání obci Závišicím. V roce 1935 Závišice postavily svůj kostel a dřevěný kostel byl opuštěn a začal chátrat.
- V blízkosti kostela je Proskova kaple součást staré křížové cesty z Kotouče.[3]
- Druhým objektem je mlýn č.p. 318 s rybníkem, který je zaznamenán již na mapách 1. vojenského mapování – josefské (1764–1768). Po požáru v druhé polovině 20. století byl přestavěn.[4] Mlýn byl poháněn vodou z rybníka napájeným potokem Sedlnice.
- Z bývalého tamovického statku se dochovala klenutá studánka.[3]

## Legendy
Zánik osady provázejí legendy, které jsou spojovány s nájezdy Tatarů a s povodní.
Jedna z legend říká, že osada byla vypleněna a zničena Tatary v době, kdy byl obléhán Štramberk (1241). Jiná hovoří, že byly protrženy hráze rybníků u Ženklavy a velká voda odnesla tábor Tatarů i obec.
Legenda o vzniku obce Závišice zase hovoří o velké povodni, která osadu Tamovice odnesla do míst lužních lesů a tam ji zavěsila. Osadníci na tomto místě pak byla postavena vesnice s názvem Zavěšice nynější Závišice.